# Джонстон, Фрэнсис Бенджамин
Фрэнсис Бенджамин Джонстон (англ. Frances Benjamin Johnston; 15 января 1864, Графтон — 16 мая 1952, Новый Орлеан) — американская женщина-фотограф.

## Биография
Фрэнсис Бенджамин Джонстон родилась в 1864 году в Графтоне (штат Западная Виргиния). В 1875 году она переехала с семьёй в Вашингтон, где её отец работал в министерстве финансов. Закончив в 1883 году религиозную женскую школу Notre Dame of Maryland Collegiate Institute for Young Ladies, Фрэнсис затем на протяжении двух лет училась рисованию и живописи в Академии Жюлиана в Париже. В числе её учителей были Вильям Бугро, Гюстав Буланже и Жюль Лефевр.
Фотографией Фрэнсис Джонстон начала заниматься около 1888 года, под руководством Томаса Смилли из Смитсоновского института. С 1889 по 1910-е годы она писала статьи, сопровождая их собственными фотографиями, для таких изданий, как Demorest’s Family Magazine, Cosmopolitan, Harper’s Weekly, Ladies’ Home Journal. В 1893 году Джонстон была одним из официальных фотографов на Всемирной выставке в Чикаго. Около 1895 года она открыла собственную студию и стала специализироваться на портретной фотографии. Джонстон быстро приобрела репутацию профессионала и стала, в числе прочего, неофициальным фотографом Белого дома. Кроме того, сотрудничая с новостным агентством Джорджа Бэйна, Джонстон получала множество заказов и часто путешествовала по стране.
С 1913 по 1917 год Джонстон сотрудничала с другой женщиной-фотографом, Мэтти Эдвардс Хьюитт, фотографируя преимущественно сады.
В 1920-х годах она начала заниматься архитектурной фотосъёмкой. К 1932 году она создала около тысячи снимков исторических зданий в различных городах Виргинии. С 1933 по 1937 год она получила ряд грантов от Корпорации Карнеги на создание снимков зданий и других исторических объектов Виргинии, Мэриленда, Северной и Южной Каролины.
В 1945 году Джонстон переехала в Новый Орлеан. В том же году она стала почётным членом Американского института архитекторов «за выдающиеся достижения в фотографическом документировании ранней архитектуры Соединённых Штатов Америки».
Фрэнсис Джонстон умерла в Новом Орлеане в 1952 году и была похоронена на кладбище Рок-Крик в Вашингтоне. Её фотоархив хранится в Библиотеке Конгресса.